# Crash (rivista)
Crash è stata una rivista britannica dedicata all'home computer ZX Spectrum, focalizzata principalmente sui videogiochi. È stata pubblicata dal 1984 al 1991 da Newsfield Publications Ltd e dal 1991 al 1992 da Europress.
La rivista è stata lanciata in risposta alla forte crescita del mercato dei giochi Spectrum. Divenne immediatamente popolare grazie alla qualità della scrittura e ai materiali grafici originali, sebbene a volte controversi, creati da Oliver Frey. Nel 1986 fu la rivista di computer britannica più venduta, con una circolazione di oltre 100 000 copie mensili, ma ebbe difficoltà durante la fine del decennio, dopo che altre riviste cominciarono a offrire cassette di videogiochi come inserti. Nel 2010 sono state create delle edizioni postume tramite una campagna su Kickstarter.

## Storia
Crash è stata lanciata nel 1983 a Ludlow, Shropshire, da Roger Kean, Oliver Frey e Franco Frey. I tre si erano incontrati l'anno precedente, quando lavoravano per l'editore Alan Purnell. Franco Frey lavorava per una compagnia elettronica, e gli era stato chiesto da uno dei suoi contatti aziendali di procurarsi dei videogiochi. Kean ricorda che “High street non sapeva nulla di giochi per computer” e volevano procurarsi titoli e venderli. Roger Kean, Oliver Frey e Franco Frey organizzarono un catalogo di vendita per corrispondenza chiamato Crash Micro Games Action e lo pubblicizzarono su riviste informatiche del tempo, come Computer and Video Games. Ebbero immediatamente successo e dunque, alla fine del 1983, decisero di creare una rivista specializzata, formando la società Newsfield. Kean e Oliver Frey volevano un titolo accattivante per la propria rivista e, infine, scelsero “Crash” come il romanzo omonimo di J. G. Ballard.
Nonostante avesse giocato regolarmente ai videogiochi nel corso degli anni '70 Kean, che a quei tempi era un uomo di mezza età, si rese conto che il mercato di riferimento per la rivista era costituito da adolescenti e giovani, e la scrittura doveva adattarsi al loro pubblico. Di conseguenza, assunse l'adolescente Matthew Uffindel come scrittore e i due reclutarono studenti locali per recensire i videogiochi. Per produrre degli screenshot, una macchina fotografica fu impostata per catturare direttamente il televisore o il monitor collegato allo Spectrum. La pellicola veniva poi lavorata in azienda, stampata e consegnata a una tipografia locale per preparare la pagina finale.
Il primo numero doveva essere pubblicato nel novembre 1983, in tempo per il commercio pre-natalizio ma, a causa di un conflitto con i rivenditori della catena WHSmith, fu pubblicato nel febbraio dell'anno successivo. La rivista continuò a concentrarsi esclusivamente sui giochi Spectrum. Il successo fu immediato grazie ai lavori grafici di Oliver Frey e alla scrittura di Kean, supportata da Uffindel. Kean e i fratelli Frey continuarono a lavorare sulla rivista nel corso di tutta la sua vita.
I recensori fornivano le proprie opinioni sulla qualità di un videogioco, indipendentemente dalla pubblicità o da qualsiasi pressione da parte delle case produttrici. La reputazione di onestà e incorruttibilità permise a Crash di acquisire una buona reputazione e la rese molto influente all'interno dell'industria dei videogiochi. Nel momento in cui veniva assegnato un “Crash Smash” (una valutazione complessiva del 90% o superiore) a un videogioco, l'industria riteneva che il titolo fosse valido e che avrebbe venduto bene. Alcuni Crash Smash degni di nota includevano Jet Set Willy, Sabre Wulf e Head Over Heels. Venne prodotta una compilation di videogiochi chiamata “Four Crash Smash”, con l'intento di trarre profitto dall'importanza che ricopriva la valutazione di Crash.
Nell'ottobre 1986, Crash registrò vendite di oltre 100 000 copie. La sua circolazione, attestata dall'Audit Bureau of Circulations, di 101 483 copie al mese per il periodo da gennaio a giugno, è stata dichiarata da Crash superiore a qualsiasi altra rivista informatica britannica.
Dal 1989, una rivista rivale sull'home computer Spectrum chiamata Your Sinclair, iniziò a uscire regolarmente con un videogioco gratuito in cassetta attaccato sulla copertina. La cassetta conteneva un gioco completo e varie demo. Crash, di conseguenza, incluse occasionalmente delle cassette sulla copertina, ma questo iniziò a rallentare la sua circolazione. Nel mese di giugno, la rivista fu rilanciata con una cassetta gratuita montata sulla copertina con una serie di giochi completi, caratteristica che divenne poi regolare. Questo portò a un incremento dei costi per pagina e del contenuto editoriale, entrambi dei quali vennero ridotti. Kean era infastidito dall'idea di dover includere delle casette sulla copertina per tenere il passo con la concorrenza, perché aumentava i costi e metteva in ombra i lavori grafici di Frey.
All'inizio degli anni '90, l'azienda Newsfield soffriva di crescenti difficoltà finanziarie. L'ultima edizione di Crash pubblicata dalla società fu nel settembre 1991. In seguito alla liquidazione della società, la rivista è stata riavviata da Europress a dicembre, proseguendo fino al numero finale nell'aprile del 1992. Successivamente, Crash è stata acquistata da EMAP, editore di Sinclair User, che ha unito le due riviste. In pratica, la presenza di Crash implicava poco più della presenza del logo sulla copertina della rivista.
Nel maggio 2016 la King Street n.2 di Ludlow è stata premiata con una targa blu, sede di Newsfield che pubblicò Crash e Zzap!64 (rivista dello stesso periodo focalizzata sul Commodore 64) dal 1984 al 1989, entrambe delle quali assunsero alunni della Ludlow Church of England insieme a giornalisti professionisti. Nel 2017 la rivista è stata commemorata in una mostra speciale al Ludlow Buttercross Museum, che documenta il contributo di Newsfield all'industria locale. Lo stesso anno, è stata pubblicata un'edizione speciale della rivista a seguito di una campagna su Kickstarter che ha raccolto 12.000 sterline. Kean, Oliver Frey e Nick Roberts si riunirono per contribuire a questo numero. L'anno seguente, una campagna simile portò all'annuale Crash 2019 – numero 100.

## Copertina
Crash presentava delle copertine molto riconoscibili, per la maggior parte disegnate da Oliver Frey. Molti suoi lavori sono stati pubblicati sotto forma di libro per la prima volta nel 2006.
La copertina del numero 18, nel Luglio 1985, che ritraeva una maga seminuda con un uomo inginocchiato con un collare e delle catene, è stata considerata provocatoria da alcuni negozi, che spostarono il numero negli scaffali più alti. Il numero 31, nell'agosto 1986, è stato criticato per la copertina, che ritraeva una delle autrici della rivista, Hannah Smith, in costume da bagno che combatteva nel fango con un alieno. La copertina del numero 41, del Giugno 1987, conteneva un'immagine particolarmente violenta che ritraeva due barbari in combattimento, con uno in procinto di tagliare la gola dell'altro. L'immagine è stata giudicata troppo forte da WS Smith, e quel numero fu relegato agli scaffali più alti. Comunque, queste copertine controverse hanno aiutato ad incrementare le vendite di Crash, raddoppiando la circolazione dal 1985 al 1986.

## Contenuto editoriale
Gran parte del contenuto editoriale (come anteprime e risposte alle lettere dei lettori), è stato attribuito a Lloyd Mangram, un personaggio fittizio, sebbene scritto dai membri della redazione. Il personaggio è stato creato dal team per rendere la rivista più importante e professionale, con un numero maggiore di scrittori, e prende il nome dal giocatore di golf Lloyd Mangrum. In un'occasione, Mangram è stato rappresentato visivamente sulla rivista con uno schizzo di un uomo che indossava un sacchetto di carta sulla testa con due buchi per gli occhi, e fu riportato che stava lavorando su una macchina da scrivere Hermes.
La sezione “Player Tips” presentava delle soluzioni e dei trucchi per rendere i videogiochi più semplici. Candy si occupava spesso di questa sezione, nei suoi primi anni di attività. Il numero 27 dell'Aprile 1986 includeva uno speciale supplemento di trucchi e modifiche dei giochi, chiamato “Robin Candy's Playing Tips”, che includeva un room editor per il gioco Crash Smash Sweevo's World. In seguito all'abbandono di Candy, Hannah Smith gestì la sezione come una sedicente “girlie tipster”, stabilendo una rivalità col personaggio fittizio Melissa Ravenflame di Computer and Video Games. Nick Roberts iniziò a operare nella rivista pubblicando questa sezione a nome di Smith, e rimase per tutta la durata della rivista, elaborando i POKE (alterazioni del codice macchina del videogioco che consentiva al giocatore di usare i trucchi) utilizzando un Multiface, ovvero un componente aggiuntivo hardware dello Spectrum. La rivista forniva anche informazioni tecniche su futuri hardware e periferiche nelle sue sezioni “Tech Niche” e “Tech Tips”, di cui l'ultima era spesso scritta da Simon N. Goodwin. Nel 1998 è stata rilasciata una speciale “Tech Tape”, contenente risorse e programmi associati a questa sezione.
Crash includeva una colonna occasionale, che sembrò insolita per una rivista sui computer. Il suo primo anno vennero lanciate la striscia Lunar Jetman (scritta e illustrata da John Richardson, basata sul personaggio dei giochi di Ultimate Play the Game) e The Terminal Man, una storia di fantasia originale scritta da Kelvin Gosnell e illustrata da Oliver Frey. Negli anni successivi è stato fatto un breve revival di The Terminal Man, così come la storia a fumetti di Mel Croucher, Tamara Knight, entrambe terminate a metà. Dopo la chiusura della rivista di costume della Newsfield, chiamata LM, Crash ha ereditato le sue recensioni video per un breve periodo. Il numero di Crash dell'agosto 1985 presentava “Unclear User”, una parodia della rivista rivale Sinclair User. Questo evento ha portato a un'ingiunzione di processo contro la rivista, due giorni prima della data ufficiale di pubblicazione del numero, per motivi di violazione del copyright. Le copie sono state ritirate dalle edicole e, nel numero successivo, sono state pubblicate delle scuse. Ai lettori è stato anche offerto di acquistare il numero arretrato con le pagine offensive rimosse, a un prezzo ridotto e consegna prioritaria.

## Premi dei lettori
A partire dal 1984, la rivista pubblicò un articolo annuale sui premi dei lettori, basato sui voti forniti dai lettori.
| Anno | Miglior gioco in assoluto  | Migliore avventura          | Miglior platform      | Miglior sparatutto | Miglior simulatore | Migliore grafica      | Miglior pubblicità |
| ---- | -------------------------- | --------------------------- | --------------------- | ------------------ | ------------------ | --------------------- | ------------------ |
| 1984 | Daley Thompson's Decathlon | The Lords of Midnight       | Wanted: Monty Mole    | Ad Astra           | Fighter Pilot      |                       | Sabre Wulf         |
| 1985 | Elite                      | Red Moon                    | Dynamite Dan          | Commando           | Tomahawk           | Fairlight             |                    |
| 1986 | Starglider                 | Heavy on the Magick         | Dynamite Dan II       | Uridium            | TT Racer           | Lightforce            | The Great Escape   |
| 1987 | Driller                    | The Pawn                    | Auf Wiedersehen Monty | Zynaps             | Gunship            | Driller               | Game Over          |
| 1989 | Batman – The Movie         | Myth: History in the Making |                       |                    |                    | Operation Thunderbolt | Cabal              |
| 1990 | RoboCop 2                  | Lords of Chaos              |                       |                    |                    | Turtles               |                    |